# Русский мир (петербургская газета, 1859—1863)
«Русский мир» — политическая, общественная и литературная газета XIX века.
Печатное периодическое издание «Русский мир» выходило в столице Российской империи городе Санкт-Петербурге начиная с 1859 года. Сперва газета выходила еженедельно, затем, с середины 1859 года, дважды в неделю, а с 1862 года снова еженедельно.
Издание газеты «Русский мир» прекратилось в 1863 году, в котором вышел только один номер еженедельника.
Сперва газета издавалась Я. В. Писаревым и К° и выходила под редакцией В. Я. Стоюнина; с 1 сентября 1860 года издателем был Ф. Т. Стелловский, редактором А. С. Гиероглифов.
При газете «Русский мир» выходили «Музыкальные Приложения», перешедшие к ней с 1 сентября 1860 года вследствие приостановления издания «Музыкального и Театрального Вестника». Кроме того, с 1862 года прилагался сатирический журнал «Гудок».
Издание газеты «Русский мир» прекратилось вследствие спора между издателем Фёдором Стелловским и редактором Александром Гиероглифовым.